# San Martín (1580)
El San Martín (o São Martinho, en portugués) fue un galeón del siglo XVI construido por los portugueses y que durante la unión dinástica de 1580, formó parte de la Armada Invencible y fue uno de los barcos que consiguió regresar a España.

## Características
Los galeones ibéricos (de España y Portugal) tenían ligeras diferencias con los de los países del norte de Europa (Inglaterra y Países Bajos), relacionados con la manera de combatir cada uno. Mientras los españoles preferían las tácticas de desarbolar y abordar a los enemigos , los ingleses preferían hundir a los rivales, por lo que los primeros desarrollaron unos barcos con castillos más altos para luchar mejor en el cuerpo a cuerpo, mientras que los segundos preferían barcos más estables como plataformas artilleras.
El San Martín era un ejemplo de esto, pues, a pesar de tener cañones bastante potentes, con algunos de hasta 30 libras, lo que más destacaba del barco era su alta borda en general, así como unos prominentes castillos.

## En la Armada portuguesa
Fue construido para la Armada portuguesa con el nombre de "São Martinho".  En 1582, bajo el mando de don Álvaro de Bazán, fue la nave capitana en la victoria de los realistas hispano-portugueses en la Batalla de la Isla Terceira en las Azores contra los franceses y partidarios portugueses del Prior de Crato, en el marco de la Crisis sucesoria en Portugal (1580).

## En la Armada española

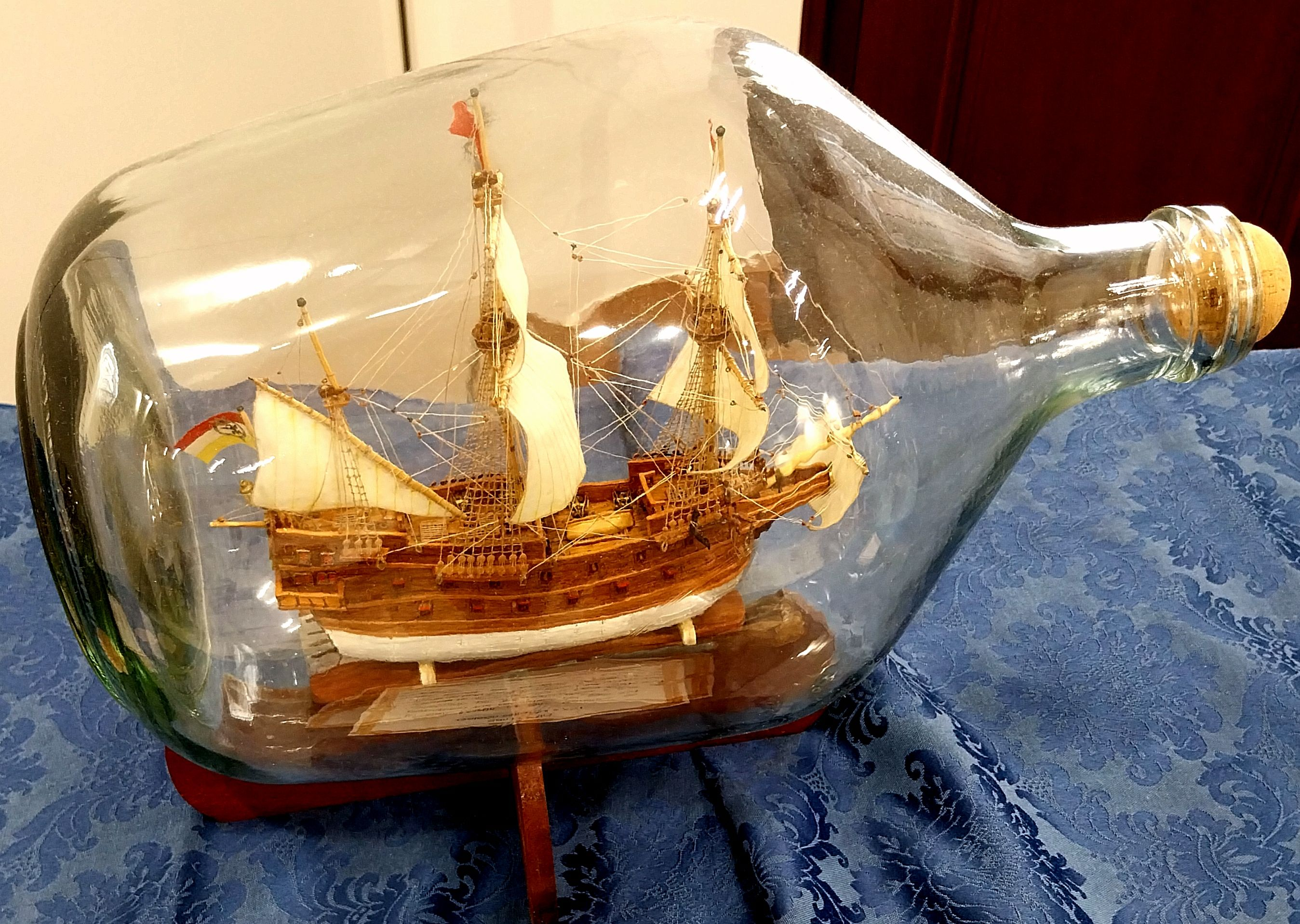
Modelo a escala del San Martín

Como barco de la  Grande y Felicísima Armada formaba parte de la escuadra portuguesa y era el buque insignia del VII Duque de Medina Sidonia y primer navío de escuadra. Se vio muy comprometido en varias escaramuzas a medida que la flota avanzaba por el canal de la Mancha. Participó en el rescate de las embarcaciones de Juan Martínez de Recalde. En la batalla de Gravelinas sufrió graves daños, pero se salvó de zozobrar gracias a 2 buzos que taparon los agujeros por donde entraba agua. Pudo escapar gracias a la ayuda de otro galeón. Al final consiguió volver a España bordeando la costa de Escocia e Irlanda, aunque solo con la mitad de la tripulación inicial.